# الهاشمي السبعي
الهاشمي السبعي: ولد في 11 سبتمبر 1904 بمدينة تونس، وتوفي في 23 جوان 1984، مثقف ومترجم تونسي.

## حياته
كان والده الحاج خميس السبعى من الدفعة الأولى التي درست بالمدرسة الصادقية عند افتتاحها عام 1875 ، وقد درس هو بها أيضا ليتخرج منها عام 1922. كما درس بكل من المدرسة الخلدونية والمدرسة العليا للحقوق بتونس، وأحرز منها على الشهادة العليا في الحقوق. التحق بالوظيفة العمومية حتى عين عام 1954 وكيلا إداريا لوزير الفلاحة، وعين عام 1966 على رأس إدارة المعهد الوطني للآثار خلفا للمؤرخ حسن حسني عبد الوهاب، واستمر بنفس المنصب إلى تاريخ إحالته على التقاعد عام 1973.
أسندت للهاشمي السبعي عدة أوسمة تونسية واجنبية منها:
-نيشان الافتخار
-الصنف الأكبر من وسام الجمهورية التونسية
-الصنف الأكبر من وسام الاستحقاق الثقافي للجمهورية التونسية
-الصنف الأكبر من وسام الاستحقاق الثقافي للجمهورية الفرنسية
-الصنف الأكبر من وسام التاج النرويجي
-وسام الاستحقاق الثقافي المصري وغيرها.

## أعماله
تعاون الهاشمي السبعي مع وزارة الإعلام التونسية حيث قام بترجمة المئات من خطب الرئيس الحبيب بورقيبة الذي كان يوصي بأن يتولى السبعي ترجمة نصوص خطبهإلى اللغة الفرنسية، كما كلفه شخصيا بترجمة كتابه بين تونس وفرنسا، إذ كان يعرف أنه كان يجيد اللغة الفرنسية إلى حد الإتقان ، كما قام بالهاشمي السبعي ترجمة العديد من النشريات الأخرى في صلب وزارة الإعلام. غير أننا لا نجد اسمه على تلك النصوص التي قام بترجمتها. وبالإضافة إلى ذلك اهتم الهاشمي السبعي بالكتابة في الصحافة، وذلك ابتداء من عام 1942 وكان يكتب بالعربية وخاصة بالفرنسية. كما قدم العديد من المحاضرات. وقد قسم عبد القادر المعالج كتاباته إلى المحاور التالية:
- الحياة في الإسلام، وهو عنوان أحد أركانه في الصحافة وقد اهتم فيه بالعادات والتقاليد والمواسم الدينية في تونس.
- أنشطة الباي وتنقلاته: وذلك في عهد المنف باي الذي كان يعتبر ملكا شعبيا.
- النساء الشهيرات التونسيات عبر التاريخ، وقد ترجم في هذا الباب لخمس عشرة امرأة عبر تاريخ تونس.[6]

## إشارات مرجعية
1. ↑  عبد القادر المعالج، الهاشمي السبعي من خلال كتاباته، سلسلة ذاكرة وإبداع، المركز الوطني للاتصال الثقافي، تونس 2008، ص 9
2. ↑  عبد القادر المعالج، الهاشمي السبعي من خلال كتاباته، نفس المرجع، ص 9
3. ↑  محمد خير رمضان يوسف (2016)، تتمة الأعلام: وَفَيَات 1976-2013 (ط. 4)، عدن: دار الوفاق للدراسات و النشر، ج. 10، ص. 36، OCLC:1048305227، QID:Q115012904
4. ↑  عبد القادر معالج؛ الهاشمي السبعي من خلال كتاباته (01.2008). تونس. تونس: المركز الوطني للاتصال الثقافي. {{استشهاد بكتاب}}: تحقق من التاريخ في: |تاريخ= (مساعدة)
5. ↑  جريدة الصحافة التونسية بتاريخ 27 مارس 2008 [وصلة مكسورة] نسخة محفوظة 15 ديسمبر 2019 على موقع واي باك مشين.
6. ↑  المرأة التونسية عند الهاشمي السبعي [وصلة مكسورة] نسخة محفوظة 15 ديسمبر 2019 على موقع واي باك مشين.